# Thalictrum lancangense
Thalictrum lancangense là một loài thực vật có hoa trong họ Mao lương. Loài này được Y.Y. Qian miêu tả khoa học đầu tiên năm 1997.